# Simca-Talbot Solara
El Simca-Talbot Solara es un automóvil de turismo que fue producido por el Groupe PSA entre los años 1980 y 1986. Originalmente desarrollado por Chrysler Europe para sustituir al Chrysler 180, la venta de esta compañía al Groupe PSA hizo que saliese ya a la venta con nombre y nuevo logotipo de Talbot. 
Fue concebido para complementar con un sedán de tres volúmenes la gama del Talbot 150 en el que estaba basado. Era idéntico a él exteriormente excepto en la parte trasera. 

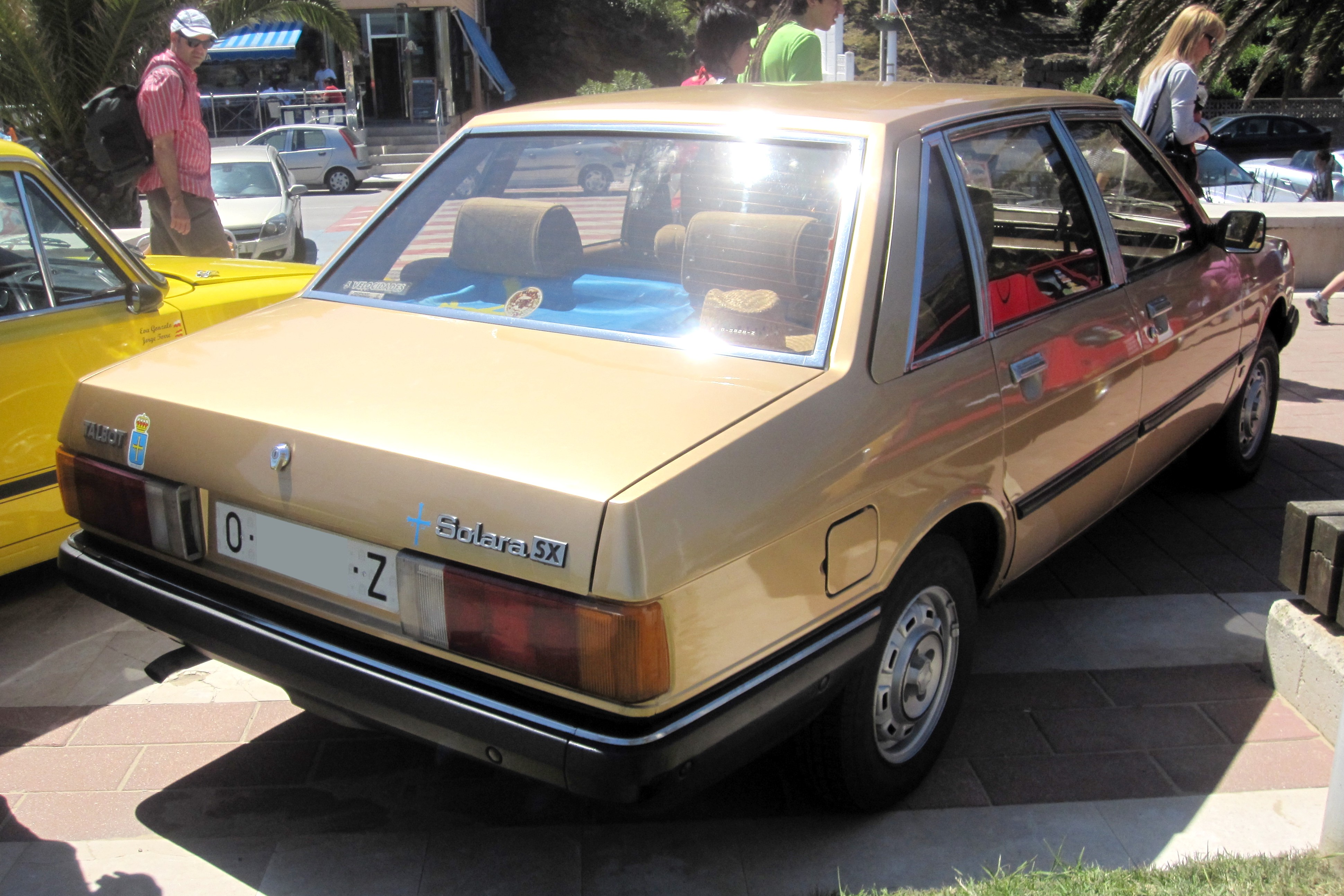
Vista posterior de un Talbot Solara.

Fue fabricado en las plantas francesa de Poissy y la británica de Ryton, Coventry hasta 1985 y en la española de Villaverde hasta 1986.
El modelo se vendió bien aunque no puede decirse que fuera un éxito. La producción total estuvo alrededor de unos 184.976 vehículos.

## Motorizaciones
Se vendió en las versiones LS con motor Poissy de 1294 cc y opcionalmente de 1442 cc, GL con motor Poissy de 1442 cc, GLS con el de 1442 cc y caja de cambios de 5 velocidades procedente de Citroën y SX con el de 1592 cc y caja de cambios de 5 velocidades o cambio automático opcional.
| Versiones                      | LS                    | LS, GL                | GLS                                | SX                                 | Escorial                   |           |           |           |
| Identificación del motor       | G1A                   | 6Y1                   | 6Y2                                | 6J2                                | XUD9 A                     |           |           |           |
| Tipo de motor                  | L4 8v, carburación    | L4 8v, carburación    | L4 8v, carburación de doble cuerpo | L4 8v, carburación de doble cuerpo | L4 8v, inyección indirecta |           |           |           |
| Diámetro x carrera             | 76.7 mm × 70.0 mm     | 76.7 mm × 78.0 mm     | 76.7 mm × 78.0 mm                  | 80.6 mm × 78.0 mm                  | 83.0 mm × 88.0 mm          |           |           |           |
| Cilindrada                     | 1294 cm³              | 1442 cm³              | 1442 cm³                           | 1592 cm³                           | 1905 cm³                   |           |           |           |
| Relación de compresión         | 9.5: 1                | 9.5: 1                | 9.5: 1                             | 9.35: 1                            | 23.0: 1                    |           |           |           |
| Potencia máxima: CV (kW) @ rpm | 65 CV (48 kW) @ 5600  | 65 CV (48 kW) @ 5200  | 83 CV (71 kW) @ 5600               | 92 CV (67 kW) @ 6250               | 65 CV (48 kW) @ 4600       |           |           |           |
| Par máximo: Nm @ rpm           | 103 Nm @ 2800         | 114 Nm @ 3000         | 125 Nm @ 3000                      | 132 Nm @ 4000                      | 120 Nm @ 2000              |           |           |           |
| Tracción                       | Delantera             | Delantera             | Delantera                          | Delantera                          | Delantera                  | Delantera | Delantera | Delantera |
| Transmisión                    | Manual, 4 velocidades | Manual, 4 velocidades | Manual, 5 velocidades              | Manual, 5 velocidades              | Manual, 5 velocidades      |           |           |           |